# Hippodrome des Vélizées
L'hippodrome des Vélizées se situe sur la commune de Mauron, en Morbihan.

## Histoire
La société de courses de Mauron a été créée en 1912, et les réunions s'organisent dans le château de la Ville Davy mis à disposition jusqu'en 1983. Les Vélizées est une création récente, en 1986, grâce au financement de la commune qui a acquis 22 hectares de terrain trois ans auparavant. C'est un hippodrome ouvert au galop, à l'obstacle et au trot avec une piste en herbe. Il a la particularité d'avoir été construit par environ 500 bénévoles de la commune de Mauron. À l'ouverture, le 31 août 1986, l'hippodrome accueille 4 500 personnes. Au fil du temps, l'hippodrome construit sa réputation sur son parcours de cross-country. Le 25 août 2013, Les Vélizées a accueilli sa 101e réunion.